# El Soi
El Soi és una antiga caseria, actualment masia aïllada, del terme municipal de Baix Pallars, a la comarca del Pallars Sobirà. Pertanyia a l'antic terme, suprimit el 1969, de Baén.
Està situada a llevant de Baén, bastant lluny vall amunt. És al capdavall del Serrat del Soi, a llevant dels paratges dels Cabanassos i del Collet Roig.

## Etimologia
Segons Joan Coromines, el Soi és una forma de l'adjectiu sull 
(escornat, escapçat). Es tractaria, doncs, d'un topònim ja plenament romànic, d'origen medieval. Puig escapçat seria la interpretació del topònim.

## Comunicacions
Mena a Baén la pista de Baén, que arrenca del punt quilomètric 295,2 de la carretera N-260, des d'on travessa la Noguera Pallaresa pel pont de Baén. Per aquesta carretera, de forta pujada i nombrosos revolts, s'arriba al poble de Baén en quasi 8 quilòmetres. Des d'aquest poble cal emprendre cap al sud per una altra pista, que en uns 6 quilòmetres més duu fins a les restes del poble de Buseu. Al començament, però, d'aquesta pista, se'n troba una altra que marxa cap a llevant, la pista del Soi, que en un parell de quilòmetres mena a la caseria d'aquest mateix nom.